# Noventa Vicentina
Noventa Vicentina é uma comuna italiana da região do Vêneto, província de Vicenza, com cerca de 8.266 habitantes. Estende-se por uma área de 23 km², tendo uma densidade populacional de 359 hab/km². Faz fronteira com Agugliaro, Campiglia dei Berici, Lozzo Atestino (PD), Ospedaletto Euganeo (PD), Poiana Maggiore, Saletto (PD), Sossano.

## Demografia
| Variação demográfica do município entre 1861 e 2011                               |
|                                                                                   |
| Fonte: Istituto Nazionale di Statistica (ISTAT) - Elaboração gráfica da Wikipedia |